# Cubanoptila tridens
Cubanoptila tridens är en nattsländeart som beskrevs av Lazar Botosaneanu 1998. Cubanoptila tridens ingår i släktet Cubanoptila och familjen stenhusnattsländor. Inga underarter finns listade i Catalogue of Life.